# Donna Ginevra
Donna Ginevra è il quinto album solista di Ginevra Di Marco, presentato il 26 aprile 2009 al Teatro La Pergola di Firenze, in un concerto a cui ha preso parte Mikrokosmos - Coro multietnico di Bologna, e il settimino di ocarine "Il Concerto delle Ocarine".

## Tracce
1. Terra mia (Pino Daniele)
2. Usti Usti Baba (trad. Rom macedone)
3. M'aggia curà (Giuseppe Cioffi - Gigi Pisano)
4. Il crack delle banche
5. La Maza (Silvio Rodriguez)
6. Io sì (Luigi Tenco)
7. Le Figliole
8. La malcontenta
9. Au bord de la fontaine (trad.)
10. Ali Pasha  (trad. Turchia)
11. In Maremma (trad. Toscana)

## Formazione
- Ginevra Di Marco - voce
- Francesco Magnelli - pianoforte, cori
- Marzio Del Testa - batteria
- Andrea Salvadori - chitarra classica, cori